# Franz Josef Böhm
Franz Josef Böhm (* 29. Juli 1874 in Wien; † 8. Februar 1938 in Mürzzuschlag, Steiermark) war ein österreichischer Kunstfotograf, Schauspieler, Theaterregisseur, Handschriftensammler, Literaturforscher, Buchautor, Feuilletonschreiber, Museumsdirektor und Freund des steirischen Volksdichters Peter Rosegger.

## Leben
In jungen Jahren war Franz Josef Böhm Schauspieler am Theater in Pettau (heute Ptuj), Cilli (heute Celje) und Marburg (heute Maribor). In Pettau lernte er anlässlich seiner Benefizvorstellung (er spielte die Hauptrolle in Roseggers Theaterstück „Am Tage des Gerichts“) Peter Rosegger persönlich kennen. Neben seinem Schauspielberuf lernte er das Handwerk der Fotografie bei einem mit ihm befreundeten Fotografen. 1899 ließ er sich auf Anraten und mit Unterstützung von Peter Rosegger und dem Mürzzuschlager Postwirt Toni Schruf in Mürzzuschlag als Fotograf nieder. Er wurde rasch in der ganzen Region bekannt, fotografierte Kaiser Franz Josef während dessen Aufenthalte in Mürzsteg und erhielt bald kaiserliche Auszeichnungen, unter anderem k. u. k. Hoffotograf. Peter Rosegger ließ sich bald nur noch von Franz Josef Böhm fotografieren und diese Bilder erschienen in zahlreichen Büchern und Zeitschriften.
Franz Josef Böhm war gemeinsam mit Peter Rosegger und Toni Schruf sehr um die kulturelle Förderung Mürzzuschlags bemüht. 1902 war er Mitbegründer der Mürzzuschlager Roseggergesellschaft, deren Vizepräsident er lange Jahre war. Er wurde auch zum ehrenamtlichen Verwalter von Roseggers Geburtshaus in Alpl ernannt. Franz Josef Böhm sammelte Handschriften von Dichtern und Schriftstellern und wurde zu einem in Österreich anerkannten Literaturforscher. Er beschäftigte sich vor allem mit 
Ludwig Anzengruber, Ferdinand Raimund und natürlich Peter Rosegger. 1915 erschien sein Buch „Gedenkblätter an Ludwig Anzengruber“ im Schottländerverlag in Breslau. Er schrieb zahlreiche Feuilletons über österreichische Persönlichkeiten in vielen steirischen und Wiener Tageszeitungen. 1925 beauftragte ihn der Gemeinderat von Mürzzuschlag mit der Einrichtung eines Heimatmuseums. Dieses konnte erst 1934 eröffnet werden, wobei die meisten Ausstellungsstücke aus dem Besitz von Franz Josef Böhm stammten, der auch das Museum bis zu seinem Tod leitete.